# 麥克弗森縣 (南達科他州)
麥克弗森縣（英語：McPherson County）是美国南达科他州北部的一個縣，北鄰北达科他州，面積2,983平方公里。根據2020年美國人口普查，共有人口2,411人。縣治利奧拉（Leola）。該縣成立於1873年1月8日，縣政府成立於1884年3月6日；縣名紀念在亚特兰大战役中戰死的詹姆斯·B·麥克弗森。